# Consejo Revolucionario
El Consejo Revolucionario (en pastún: د انقلابي شورا‎) del Partido Democrático Popular de Afganistán (PDPA) gobernó la República Democrática de Afganistán desde 1978 hasta su colapso en 1992. El consejo era el poder estatal supremo bajo el régimen comunista y era una copia del Sóviet Supremo en la Unión Soviética. El objetivo del consejo era reunirse semestralmente para aprobar las decisiones tomadas por el presídium.

## Historia
Con el derrocamiento de Mohammed Daud Khan el 27 de abril de 1978, las fuerzas armadas afganas formaron un órgano de gobierno llamado «Consejo Revolucionario de las Fuerzas Armadas de Afganistán» con el coronel Abdul Qadir como jefe. Durante los siguientes tres días ampliaron la cantidad de miembros y se transformaron en el Consejo Revolucionario de la República Democrática de Afganistán el día 30, en el que eligieron al líder del Partido Democrático Popular de Afganistán (PDPA), Nur Muhammad Taraki, como presidente.
Al inicio del gobierno de Taraki, el Consejo Revolucionario estaba formado por treinta y cinco miembros, de los cuales cinco eran militares y todos eran del PDPA. La lista completa de nombres nunca fue dada a conocer y con los años sólo se revelaron algunos. El 24 de mayo de 1978, la cantidad de miembros fue ampliada y sesionaron el 12 de junio de ese año, donde tomaron dos decisiones controvertidas: cambiar la bandera del país de la tricolor tradicional a una basada en la bandera roja y revocar la ciudadanía afgana a la familia real por traición.
Bajo Taraki y Hafizullah Amín, el Consejo Revolucionario tenía mayoría de la facción Jalq controlando las fuerzas de seguridad del Estado, mientras que la rival Parcham estaba en minoría, pero se le dio el control del Ministerio del Interior.
El 27 de diciembre de 1979, ante la ola de represión que había desatado el presidente Amín, el Consejo Revolucionario lo destituyó y solicitó a los guardias soviéticos la eliminación del líder, lo que fue llevado a cabo ese mismo día. Babrak Karmal (Parcham) fue nombrado presidente.
En junio de 1981, el Consejo Revolucionario se amplió de nuevo, con quince miembros más.
En noviembre de 1986, Karmal renunció a sus cargos. Haji Mohammad Chamkani fue nombrado presidente. En septiembre de 1987 Muhammad Najibullah lo reemplazó y a los dos meses entró en vigencia una nueva constitución, con lo que el Consejo Revolucionario dejó de existir.

## Organización
El Consejo Revolucionario se reunía semestralmente para aprobar las decisiones tomadas por el Presídium y elegía a los ministros.
El Presídium del Consejo Revolucionario fungía como un portavoz del mismo y comunicaba las decisiones del gobierno, que el Consejo Revolucionario podía ratificar o no. El Presídium también controlaba a los ministros. Ninguno de algunos miembros del Presídium era ministro. No se sabe mucho acerca del Presidium durante los gobiernos de Taraki y de Amín entre 1978-79. Inmediatamente después de la entrada del contingente militar limitado de la URSS en la guerra, consistía en siete miembros, en el que cuatro de ellos eran Parcham y tres Jalq.
Los miembros del Presídium eran elegidos por el Consejo Revolucionario. El Presidente del Consejo Revolucionario era también presidente del Presídium. Las responsabilidades del Presídium eran hacer cumplir las leyes, conceder amnistía o aplicar castigos, etc.